# Бузовица
Бу́зовица (укр. Бузовиця) — село в Кельменецкой поселковой общине Днестровского района Черновицкой области Украины.
До 2020 года входило в Кельменецкий район
Название села предположительно восходит к названию растения бузина.
В письменных источниках Бузовица впервые упоминается в 1620 году.
Первоначально село входило в состав Молдавского княжества. С середины XVIII его население стало относиться к категории царан.
После присоединения Бессарабии к России село стало собственностью помещика Кантакузино.
В 1918 году село с составе Бессарабии было присоединено к Румынии.
В 1940 году вместе с Бессарабией Бузовица вошла в состав СССР.
в 1947 году в селе был организован колхоз. Основное направление деятельности — выращивание зерновых с развитым животноводством и птицеводством.
В Бузовице были построены роддом и профилакторий.
В 1965 году в селе был возведён обелиск, посвящённый односельчанам, погибших в годы Второй мировой войны.
В окрестностях села обнаружены остатки поселений бронзовой эпохи, а также трипольской и черняховской культур.
Недавно в Черновицкой области вблизи села Бузовица археологи обнаружили одно из крупнейших поселений, которое относится к эпохе поздней античности, а именно — к периоду распада Римской империи. Об этом сообщает местный сайт Молодой буковинец. Историки предполагают, что площадь поселения может достигать 60 гектаров.
Раскопки длились в течение лета 2021 г. Таким образом археологи обнаружили артефакты III — середины V века нашей эры. В частности, найдены элементы декора, оружие, ремесленные орудия, бытовые предметы, фибулы, изделия из бронзы. Также было найдено более полусотни фрагментов плинфы — широкого и плоского плитоподобного кирпича, который использовали во время строительства в древнем Риме и Византии.
Все артефакты уже передали в Черновицкий краеведческий музей.
Между тем, предполагается, что поселение могло быть административным центром.
Население по переписи 2001 года составляло 1642 человека.